# Ора (приток Ини)
Ора — река в России, протекает в Новосибирской области. Устье реки находится в 62 км по правому берегу реки Иня, в селе Мотково. Длина реки составляет 42 км.

## Притоки
- 7 км: Петрушиха
- 15 км: Большая Речка (Березовка)

## Данные водного реестра
По данным государственного водного реестра России относится к Верхнеобскому бассейновому округу, водохозяйственный участок реки — Иня, речной подбассейн реки — бассейны притоков (Верхней) Оби до впадения Томи. Речной бассейн реки — (Верхняя) Обь до впадения Иртыша.